# Richard Schneider (Bauunternehmer)
Richard Schneider (* 27. November 1903 in Elberfeld; † 17. Juli 1998 in Königstein im Taunus) war ein deutscher Bauunternehmer und diplomierter Ingenieur.

## Leben
Schneider studierte an der Technischen Universität in Darmstadt, wo er 1922 im Corps Hassia aktiv wurde. Er wohnte in Königstein im Taunus nahe Frankfurt am Main. Durch die Ehe mit der Bauunternehmerstochter Hilde Kunz erwarb und übernahm er das 1863 in Höchst am Main gegründete Bauunternehmen Josef Kunz Söhne. Richard Schneider wurde mit dem Unternehmen zum größten mittelständischen Bauunternehmer Hessens, durch den Bau von Bürgerhäusern, Hallenbädern, Kindergärten, Kläranlagen, Krankenhäusern und Schulen. Neben seiner Tätigkeit als Bauunternehmer war er auch Dozent an der TU Darmstadt. 1976 bekam er aus den Händen von Bundespräsident Walter Scheel das Große Bundesverdienstkreuz mit Stern. 1988 ging sein Unternehmen in Konkurs.
Das älteste von seinen Kindern ist Jürgen Schneider, den er mit Härte erzog und später zum Geschäftsführer seiner Baufirma machte. Richard Schneider behielt sich jedoch Entscheidungen weiterhin vor und entzweite sich mit dem Sohn schließlich, was im Geschäftsleben, als Jürgen Schneider sich selbständig gemacht hatte, in einer offenen Feindschaft gipfelte. So riet der einflussreiche Senior den bedeutenden Banken, seinem Sohn keine Kredite für seine Bauprojekte zu gewähren. Allerdings zeigte die Geschichte, dass dieser Rat von den Banken nicht beachtet wurde.
Richard Schneider hatte auch einen Wohnsitz in der Schweiz, wo er einen hohen zweistelligen Millionenbetrag auf Bankkonten deponiert hatte. Seinen rechtskräftig verurteilten Sohn Jürgen hatte er enterbt. Doch obwohl Richard Schneider während der Haftzeit seines Sohnes starb, konnte Jürgen Schneider durch Anwälte und Verträge mit seinen Geschwistern ein Drittel aus Richard Schneiders Nachlass für sich bzw. seine eigene Familie sichern.

## Auszeichnungen (Auswahl)
- 1971: Großes Bundesverdienstkreuz
- 1976: Großes Bundesverdienstkreuz mit Stern
- Ehrensenator der TU Darmstadt